# U-Bahnhof Altenessen Mitte
Der U-Bahnhof Altenessen Mitte ist eine Tunnelstation der Stadtbahn Essen im Essener Stadtteil Altenessen-Süd.

## Lage und Aufbau
Der U-Bahnhof befindet sich im Stadtteilkern von Altenessen. In der Nähe des U-Bahnhofs befindet sich das Einkaufszentrum Allee-Center.
Der U-Bahnhof verfügt über zwei in Nord-Süd-Richtung verlaufende Gleise mit Mittelbahnsteig, der über Treppen, Rolltreppen sowie barrierefrei über eine Aufzugsanlage zu den Südausgängen erreichbar ist. Am Südzugang gibt es die drei Ausgänge Vogelheimer Straße, Alte Badeanstalt und Altenessener Straße; an der Nordausgangsebene die beiden Ausgänge Allee-Center und Zeche Carl.

## Geschichte
Am 30. September 2001 wurde die Stadtbahnstation Altenessen Mitte im Zuge der Inbetriebnahme der Tunnelstrecke zwischen Universität und Karlsplatz für die beiden Stadtbahnlinien U11 und U17 eröffnet. Zuvor fuhr hier die Straßenbahnlinie 106 auf der Altenessener Straße. Seit dem Tunnelbau endet nun die Linie 108 am Altenessener Bahnhof.

## Bedienung
An der Stadtbahnstation halten die Züge der Linien U11 und U17, die von der Ruhrbahn innerhalb des VRR betrieben werden.
| Linie | Verlauf | Takt   |
| ----- | --- | ------ |
| U 11  | GE-Horst, Buerer Straße – Schloss Horst – GE-Horst, Fischerstraße – E-Karnap, Alte Landstraße – Boyer Straße – E-Karnap, Arenbergstraße – E-Altenessen, Heßlerstraße – II. Schichtstraße – U Karlsplatz – U Altenessen Mitte – U Kaiser-Wilhelm-Park – U Altenessen Bf – U Bäuminghausstraße – U Bamlerstraße – U Universität Essen – U Berliner Platz – U Hirschlandplatz – U Essen Hbf – U Philharmonie – U Rüttenscheider Stern – U Martinstraße – U Messe Ost/Gruga – Essen, Messe West/Süd/Gruga | 10 min |
| U 17  | E-Altenessen, U Karlsplatz – U Altenessen Mitte – U Kaiser-Wilhelm-Park – U Altenessen Bf – U Bäuminghausstraße – U Bamlerstraße – U Universität Essen – U Berliner Platz – U Hirschlandplatz – U Essen Hbf – U Bismarckplatz – U Planckstraße – Gemarkenplatz – Holsterhauser Platz (Klinikum) – Halbe Höhe – Laubenweg – E-Margarethenhöhe | 10 min |

Es bestehen Umsteigemöglichkeiten zu den folgenden Buslinien der Ruhrbahn:
| Linie   | Verlauf | Takt (Mo–Fr)                                                                      |
| ------- | --- | --------------------------------------------------------------------------------- |
| 162 172 | Ringlinie Altenessen: Karlsplatz – Altenessen Mitte – Altenessen Bf – Rahmviertel – Karlsplatz Linie 162 verkehrt gegen den Uhrzeigersinn, die Linie 172 verkehrt im Uhrzeigersinn.                                                   | 30 min                                                                            |
| 170     | Borbeck Bf – Borbeck Germaniaplatz – Bergeborbeck – Vogelheim – Altenessen Mitte – Katernberger Markt – Zollverein Nord Bf – Schonnebeck – Zeche Bonifacius – Kray Nord Bf – Kray Mitte – Leithe – Freisenbruch – Steele Ost – Steele | 10 min (HVZ: 5 min) (Borbeck–Kray Mitte) 20 min (HVZ: 10 min) (Kray Mitte–Steele) |
| NE15    | Borbeck Bf – Borbeck Germaniaplatz – Bergeborbeck – Vogelheim – Altenessen Mitte – Katernberger Markt – Zollverein Nord Bf – Schonnebeck – Zeche Bonifacius – Kray Nord Bf                                                            | 60 min                                                                            |

## Weiterführende Informationen